# Malisa Longo
Malisa Longo (Venècia, 13 de juliol de 1950) és una actriu, escriptora i model italiana.

## Carrera
Malisa va néixer a Venècia. A primerenca edat es va mudar a Roma, on va començar una carrera com a model. Va participar en el concurs de bellesa Miss Itàlia, guanyant els títols de Miss Cinema i Miss Lazio. Després d'haver aparegut en diversos comercials, Longo va fer el seu debut com a actriu en 1968, en la pel·lícula giallo d'Antonio Margheriti Nude... si muore. Després va aparèixer en una sèrie de pel·lícules, en algunes ocasions en papers principals, i va estar especialment activa en gèneres com nazisploitation i commedia sexy all'italiana. Se li va poder veure en un petit paper en la pel·lícula La fúria del dragó encarnant a una prostituta italiana que convida a la seva casa al personatge interpretat per Bruce Lee.
Longo es va retirar de l'actuació en 1997. En 2000 va debutar com a escriptora amb la novel·la Così come sono. Les seves obres inclouen poesies (Il cantico del corpo) i assaigs (Aggiungi un seggio a tavola). Està casada amb el productor de cinema Riccardo Billi.

## Filmografia
- Nude... si muore, d'Antonio Margheriti (1968)
- Zorro marchese di Navarra, de Franco Montemurro (1969)
- À propos de la femme, de Claude Pierson (1969)
- Una sull'altra, de Lucio Fulci (1969)
- Una ragazza piuttosto complicata, de Damiano Damiani (1969)
- Il trapianto, de Steno (1970)
- Edipeon, de Lorenzo Artale (1970)
- La banda de los tres crisantemos d'Ignasi F. Iquino (1970)
- La ragazza di nome Giulio, de Tonino Valerii (1970)
- Ancora dollari per i MacGregor, de José Luis Merino (1970)
- No desearás al vecino del quinto, de Ramon Fernandez (1970)
- Trasplante de un cerebro, de Juan Logar (1970)
- Zorro, il cavaliere della vendetta, de José Luis Merino (1971)
- Io Cristiana studentessa degli scandali, de Sergio Bergonzelli (1971)
- Roma bene, de Carlo Lizzani (1971)
- Blindman, de Ferdinando Baldi (1971)
- Decameron proibitissimo (Boccaccio mio statte zitto), de Marino Girolami (1972)
- Il Decamerone proibito, de Carlo Infascelli i Antonio Racioppi (1972)
- La bella Antonia, prima monica e poi dimonia, de Mariano Laurenti (1972)
- Afyon - Oppio, de Ferdinando Baldi (1972)
- Le mille e una notte all'italiana, de Carlo Infascelli i Antonio Racioppi (1973)
- I bandoleros della dodicesima ora, d'Alfonso Balcázar (1972)
- La fúria del dragó (Meng long guo jiang), de Bruce Lee (1972)
- Beffe, licenzie et amori del Decamerone segreto, de Giuseppe Vari (1972)
- Un tipo con una faccia strana ti cerca per ucciderti (Ricco), de Tulio Demicheli (1973)
- Prenez la queue comme tout le monde de Jean-François Davy (1973)
- C'era una volta questo pazzo, pazzo, pazzo West, de Vincenzo Matassi (1973)
- Le guerriere dal seno nudo, de Terence Young (1973)
- Adolescence pervertie, de José Bénazéraf (1974)
- Q, de Jean-François Davy (1974)
- Il domestico, de Luigi Filippo D'Amico (1974)
- Amori, letti e tradimenti, d'Alfonso Brescia (1975)
- Zanna Bianca e il cacciatore solitario, d'Alfonso Brescia (1975)
- The Erotic Adventures of Robinson Crusoe, de Ken Dixon i Fabio Piccioni (1975)
- Saló Kitty, de Tinto Brass (1975)
- Superuomini, superdonne, superbotte, d'Alfonso Brescia (1975)
- Giochi erotici di una famiglia per bene, de Francesco degli Espinosa (1975)
- Taxi Love, servizio per signora di Sergio Bergonzelli (1976)
- L'adolescente, de Alfonso Brescia (1976)
- C'è una spia nel mio letto, de Claudio Giorgi (1976)
- Emmanuelle bianca e nera, de Mario Pinzauti (1976)
- Mark colpisce ancora, de Stelvio Massi (1976)
- Cosmo 2000 - Battaglie negli spazi stellari, de Alfonso Brescia (1977)
- Helga, la louve de Stilberg, de Patrice Rhomm (1977)
- El macho, de Marcello Andrei (1977)
- Elsa Fräulein SS, de Patrice Rhomm (1977)
- California, de Michele Lupo (1977)
- Anno zero - Guerra nello spazio, d'Alfonso Brescia (1977)
- La guerra dei robot, d'Alfonso Brescia (1978)
- Cosmo 2000 - Battaglie negli spazi stellari, d'Alfonso Brescia (1978)
- Il mammasantissima, de Alfonso Brescia (1979)
- Sette uomini d'oro nello spazio, d'Alfonso Brescia (1979)
- Mafia - Una legge che non perdona, de Roberto Girometti (1980)
- La mondana nuda, de Sergio Bergonzelli (1980)
- La città delle donne, de Federico Fellini (1980)
- La dottoressa ci sta col colonnello, de Michele Massimo Tarantini (1980)
- Gunan il guerriero, de Franco Prosperi (1982)
- Thor il conquistatore, de Tonino Ricci (1983)
- Carabinieri si nasce, de Mariano Laurenti (1985)
- Miranda, de Tinto Brass (1985)
- Senza vergogna, de Gianni Siragusa (1986)
- Urban Warriors, de Giuseppe Vari (1987)
- I frati rossi, de Gianni Martucci (1988)
- Snack Bar Budapest, de Tinto Brass (1988)
- La signora dell'Orient Express, de Franco Lo Cascio (1989)
- Pierino torna a scuola, de Mariano Laurenti (1990)
- Un gatto nel cervello, de Lucio Fulci (1990)
- Classe di ferro - serie TV, episodi Quelli della tigre (1991)
- L'uovo del cuculo, d'Ernesto Gastaldi (1992)
- Inquietudine, de Gianni Siragusa - film TV (1997)
- Joe D'Amato Totally Uncut, de Roger A. Fratter (1999)
- Paura: Lucio Fulci Remembered - Volume 1, de Mike Baronas (2008)
- L'urlo di Chen terrorizza ancora l'occidente - Dragonland, de Lorenzo De Luca (2008)
- Bruce Lee: In Pursuit of the Dragon, de John Little (2009)